# Орловский музей изобразительных искусств
Орловский музей изобразительных искусств — художественный музей коллекций древнерусского, русского искусства XVIII — начала XX вв., современного отечественного искусства, западноевропейского XVI—XIX вв. (живопись, графика. скульптура, декоративно-прикладное и народное).

## Описание
Орловский музей изобразительных искусств был основан 5 декабря 1957 года. Он занимает здание бывшего Дома политического просвещения, построенного в 1959 году. Основу его коллекции составили национализированные после революции дворянские художественные сокровища князей Куракиных, Голицыных, Нарышкиных, Булгака, Долгоруковых, Гагариных, князя М. А. Романова и многих других. Коллекция, насчитывающая более 7000 экспонатов, состоит из произведений древнерусского, русского, зарубежного, современного декоративно-прикладного, народного искусства. В отделе древнерусского искусства собраны иконы, уникальная деревянная скульптура XVIII—XIX веков, а также экспонаты, собранные на территории Орловской области. Русское искусство XVIII — первой половины XIX вв. представлено: портретами И. Пескорского, В. Тропинина, С. Зарянко, Л. Гуттенбруни, Ф. О’Коннеля и др.; академической живописью (Ф. Моллер, И. Швабе, Н. Сверчков); жанровой живописью (Ф. Журавлёв, В. Якоби, А. Корзухин, Л. Каменев и др.). Гордость музея — работы художников начала XX века: М. Ле Дантю, Е. Гуро, Б. Эндера, Н. Гончаровой, Д. Бурлюка, А. Архипова, П. Петровичева. Советское искусство представлено работами 1920-х годов, 30—50-х XX века, «шестидесятников». Коллекция скульптуры включает произведения М. Антокольского, С. Стража, Б. Свинина, М. Дронова и др. Западноевропейское искусство представлено картинами итальянских художников, немецких, австрийских, польских; имеется также коллекция гравюр XVIII—XIX вв. Особое место занимают произведения орловских художников: И. Николаева, Г. Мясоедова, К. Сотникова, В. Шестакова, Н. Удальцовой, А. Софроновой, А. Курнакова, Г. Дышленко, Г. Калмахелидзе. Коллекция музея пополняется поступлениями, в основном работами, переданными в дар.